# Blé Ladoga
Le Blé Ladoga, appelé aussi « Spring Turkey » est un cultivar ancien de blé de printemps qui a été utilisé au Canada à la fin du XIXe siècle après avoir été introduit en 1888.

## Histoire
Le Blé Ladoga fait partie des variétés « patrimoniales » cultivées dans le monde par des amateurs intéressés par l'identification des variétés utilisées dans les produits alimentaires. Plusieurs  variétés modernes de blé dérivent de variétés anciennes apportées ou sélectionnées au Canada. Il n'existe pas de blé indigène au Canada, tous les cultivars de blé cultivés dans ce pays sont issus de variétés importées d'autres régions du monde.
En 1886, le ministre de l'Agriculture canadien écrit à Goegginger, négociant en blé de Riga, expert en céréales russes, qui lui expédie 100 boisseaux de « Ladoga », qui tire son nom du « Lac Ladoga », en Russie. Les 100 boisseaux sont semés dans des parcelles expérimentales, au Manitoba et dans le Territoire du Nord-Ouest. Le "Ladoga" y mûrit huit à dix jours plus tôt que le Blé Red Fife, se plaçant à l'abri des gels précoces. Les cultivateurs préfèrent ce blé, malgré sa moindre qualité  et l'opposition des chambres de commerce tenues par les cultivateurs du Sud du Canada.
Introduit en 1888, avant le « blé Preston », il est susceptible de perdre du rendement à cause de la rouille et sa distribution est ralentie en 1893 car sa qualité meunière jugée assez médiocre et même inférieur à son prédécesseur, un autre blé de printemps, le blé 'Red Fife'.